# Dos Puentes (Parada)
Las paradas Dos Puentes (sentidos Sur-Norte y Norte-Sur) forman parte del Corredor Sur Occidental, en Quito, Ecuador.
Opera con distintas líneas la cual tiene un intervalo de cada 1 minuto. Con estas se conectan hacia el norte y el sur. Esta estación transporta más de 600 pasajeros al día. Casi todas las líneas operan en esta parada, conectándola de norte a sur, y de sur a norte.

## Ubicación
Están ubicadas en el occidente de la ciudad, sobre la Avenida Mariscal Sucre con la calle Francisco Barba, generalmente. En sus cercanías se encuentra el barrio Dos Puentes, parques y algunas unidades educativas.
- Datos: Q16492089